# Marc de Georgi
Pour les articles homonymes, voir Georgi.
Marc de Georgi est un acteur français, né le 6 février 1931 dans le 2e arrondissement de Lyon et mort le 13 juin 2003 à Argonay (Haute-Savoie),.
Il a été l'une des très grandes voix du doublage français, et a notamment doublé David Carradine (Kung Fu), Brian Dennehy (Rambo), Robert Redford (Butch Cassidy et le Kid), Lee Majors (L'Homme qui tombe à pic), Bob Hoskins (Qui veut la peau de Roger Rabbit), celle du personnage d'Hydargos dans Goldorak mais aussi celle du terrifiant Falconetti dans la série Le Riche et le Pauvre.

## Biographie
En 1974, il enregistre un disque dans le cadre de la série Kung Fu sur des paroles de Pierre Grosz.
En 1978, il joue dans la publicité pour les pastilles Vicks.

## Théâtre
- 1960 : Ex-Napoléon de Nino Frank et Paul Gilson, mise en scène Jean-Jacques Aslanian et Jean Collomb, festival d'Arras
- 1960 : Le Zéro et l'infini de Sidney Kingsley, mise en scène André Villiers, théâtre Antoine
- 1960 : Comme tu me veux de Luigi Pirandello, mise en scène Antoine Bourseiller, Studio des Champs-Élysées
- 1962 : Des souris et des hommes de John Steinbeck, mise en scène Marc Cassot, Comédie des Champs-Élysées
- 1963 : Les Parachutistes de Jean Cau, mise en scène Antoine Bourseiller, Studio des Champs-Élysées
- 1965 : Le Sacristain bossu de E.G Berreby, mise en scène André Villiers, Théâtre en Rond
- 1965 : Ce soir on improvise de Luigi Pirandello, mise en scène André Barsacq, théâtre de l'Atelier
- 1966 : Les Justes d'Albert Camus, mise en scène Pierre Franck, théâtre de l'Œuvre
- 1967 : Hop là, nous vivons ! de Ernst Toller, mise en scène José Valverde, TGP
- 1969 : Le Garrot de Josef Sandor, mise en scène Marc Cassot, théâtre Gramont
- 1969 : Happy end de Bertolt Brecht, mise en scène José Valverde, théâtre Gérard-Philipe à St Denis
- 1973 : La Fausse Suivante de Marivaux, mise en scène José Valverde, théâtre Gérard-Philipe, tournée
- 1973 : Mère courage et ses enfants de Bertolt Brecht, mise en scène José Valverde, théâtre Gérard-Philipe
- 1974 : Chili Vencera de Jean Fondone, mise en scène José Valverde, théâtre Gérard-Philipe
- 1974 : Autour du Barbier de Séville d'après Gioacchino Rossini, mise en scène José Valverde, théâtre Gérard-Philipe
- 1974 : Ruy Blas de Victor Hugo, mise en scène José Valverde, théâtre Gérard-Philipe puis théâtre de Nice
- 1975 : La locandiera de Carlo Goldoni, mise en scène José Valverde, TGP
- 1975 : Le Cercle de craie caucasien de Bertolt Brecht mise en scène Mehmet Ullosoy : Théâtre Gérard Philipe
- 1980 : Huis clos de Jean-Paul Sartre, mise en scène André Villiers, Théâtre en Rond
- 1984 : Oreste ne viendra plus de Jean Fondone, mise en scène José Valverde, théâtre Essaïon

## Filmographie

### Télévision
- 1968 : Cinq jours d'automne de Pierre Badel : Sivard
- 1969 : En votre âme et conscience, épisode : L'Affaire Lacoste de  René Lucot
- 1969 : Le Tribunal de l'impossible, série, épisode Le Sabbat du Mont d'Etenclin de Michel Subiela
- 1971 :  Aux frontières du possible  : épisode : Protection spéciale aux ultra-sons U de Claude Boissol
- 1972 : Les Enquêtes du commissaire Maigret, épisode Maigret en meublé de Claude Boissol : l'homme
- 1978 : Les Enquêtes du commissaire Maigret, épisode : Maigret et l'Affaire Nahour de René Lucot
- 1978 : Messieurs les jurés : L'Affaire Servoz d'André Michel
- 1978 : Au théâtre ce soir : Le Locataire du troisième sur la cour de Jerome K. Jerome, mise en scène André Villiers, réalisation Pierre Sabbagh, théâtre Marigny
- 1982 : Joëlle Mazart de Jean-Claude Charnay : M. Max
- 1983 : Les Enquêtes du commissaire Maigret de René Lucot (série télévisée), épisode : Maigret s'amuse

### Cinéma
- 1994 : Lumière noire de Med Hondo

## Doublage
Les dates en italiques indiquent les sorties initiales des films pour lesquels Marc de Georgi a participé aux doublages tardifs ou aux redoublages.

### Cinéma

#### Films
- David Carradine dans :
  - Un cocktail explosif (1977) : Harley Thomas
  - Sauvez le Neptune (1978) : capitaine Gates
  - Le Gang des frères James (1980) : Cole Younger
  - Armés pour répondre (1986[n 1]) : Jim Roth
  - Marathon (1988) : Major Charles Forsythe
  - Sundown (1989) : Jozek Mardulak / Comte Dracula
  - Les Enfants de la nuit (1989) : Max
  - Think Big (en) (1990) : Sweeney
  - Comme un oiseau sur la branche (1990) : Eugene Sorenson
  - Les Naufragés du Pacifique (1998) : Sheldon Blake

- Brian Dennehy dans :
  - Les Joyeux Débuts de Butch Cassidy et le Kid (1979) : O. C. Hanks
  - Rambo (1982) : shérif Will Teasle
  - Gorky Park (1983) : William Kirwill
  - Cocoon (1985) : Walter
  - Silverado (1985) : shérif Cobb
  - F/X, effet de choc (1986) : lieutenant Leo McCarthy
  - Cocoon, le retour (1988) : Walter
  - Roméo + Juliette (1996) : Ted Montague

- G. W. Bailey dans :
  - Police Academy (1984) : lieutenant Thaddeus Harris
  - Runaway : L'Évadé du futur (1984) : le chef de la police
  - Short Circuit (1986) : Skroeder
  - La Pie voleuse (1987) : Ray Kirschman
  - Police Academy 4 : Aux armes citoyens (1987) : capitaine Thaddeus Harris
  - Police Academy 5 : Débarquement à Miami Beach (1988) : capitaine Thaddeus Harris
  - Police Academy 6 : S.O.S. ville en état de choc (1989) : capitaine Thaddeus Harris

- Bruce Dern dans :
  - On achève bien les chevaux (1968) : James
  - Les Cowboys (1972) : Asa « Longs Cheveux » Watts
  - Black Sunday (1977) : capitaine Michael Lander
  - Driver (1978) : le détective
  - Retour (1978) : capitaine Bob Hyde

- Robert Redford dans :
  - Butch Cassidy et le Kid (1969) : Sundance Kid
  - Les Quatre Malfrats (1972) : John Dortmunder
  - Votez McKay (1972) : Bill McKay
  - Les Trois Jours du condor (1975) : Joseph « Joe » Turner
  - Brubaker (1980) : Henry Brubaker

- Burt Reynolds dans :
  - Les Cent Fusils (1969) : Yaqui Joe Herrera
  - Les Aventuriers du Lucky Lady (1975) : Walker Ellis
  - Nickelodeon (1976) : Buck Greenway
  - L'Équipée du Cannonball (1981) : J. J. McClure
  - Cannonball 2 (1984) : J. J. McClure

- Bob Hoskins dans :
  - Cotton Club (1984) : Owney Madden
  - Signé : Lassiter (1984) : inspecteur John Becker
  - Mona Lisa (1986) : George
  - Qui veut la peau de Roger Rabbit (1988) : Eddie Valiant
  - Un faire-part à part (1992) : Johnny Scanlan

- Don Stroud dans :
  - Le Diable à trois (1967) : Norman
  - Un shérif à New York (1968) : James Ringerman
  - Police sur la ville (1968) : Hughie
  - Week-end sauvage (1976) : Lep

- Klaus Kinski dans :
  - Macho Callaghan se déchaîne (1971) : le révérend Cotton
  - Un génie, deux associés, une cloche (1975) : Doc Foster
  - Opération Thunderbolt (1977) : Wilfried Boese
  - Androïde (1983) : Dr Daniel

- Dick Miller dans :
  - Truck Turner (1974) : Fogarty
  - La Route de la violence (1975) : Birdie Corman
  - On m'appelle Dollars (1977) : Bernie

- Art Metrano dans :
  - À bout de souffle, made in USA (1983) : Birnbaum
  - Police Academy 2 : Au boulot ! (1985) : lieutenant Mauser
  - Police Academy 3 : Instructeurs de choc (1986) : commandant Mauser

- Murray Hamilton dans :
  - L'Opération diabolique (1966) : Charlie Evans
  - Le Refroidisseur de dames (1968) : inspecteur Haines

- James Franciscus dans :
  - Le Secret de la planète des singes (1970) : lieutenant John C. Brent
  - Le Jour de la fin du monde (1980) : Bob Spangler

- Bruce Glover dans :
  - Gunn la gâchette (1972) : Ray Kriley
  - Un petit Indien (1973) : Schrader

- Gian Maria Volonte dans :
  - La Classe ouvrière va au paradis (1972) : Ludovico « Lulu » Massa
  - Lucky Luciano (1974) : Charles "Lucky" Luciano

- Charles Cyphers dans :
  - Truck Turner (1974) : l'ivrogne
  - Halloween 2 (1981) : shérif Leigh Brackett

- Franco Nero dans :
  - Les Derniers Jours de Mussolini (1974) : Walter Audisio
  - Django 2 (1987) : Django

- Anthony Zerbe dans :
  - Une bible et un fusil (1975) : Dakota dit « Le Métis »
  - Le Tournant de la vie (1977) : Rosie

- Joe Spinell dans :
  - Rocky (1976) : Tony Gazzo
  - Rocky 2 : La Revanche (1979) : Tony Gazzo

- Harry Dean Stanton dans :
  - Missouri Breaks (1976) : Calvin
  - The Rose (1979) : Billy Ray

- Bill McKinney dans :
  - Josey Wales hors-la-loi (1976) : Terrill
  - La Ligne verte (1999) : Jack Van Hay

- Dennis Franz dans :
  - Pulsions (1980) : inspecteur Marino
  - Blow Out (1981) : Manny Karp

- Vic Morrow dans :
  - La Mort au large (1981) : Ron Hamer
  - Les Guerriers du Bronx (1982) : Hammer

- Steven Berkoff dans :
  - Outland (1981) : Sagan
  - Revolution (1985) : sergent Jones

- Mako dans :
  - Conan le Barbare (1982) : le sorcier / le narrateur
  - Le Dernier Testament (1983) : Mike

- Geoffrey Lewis dans :
  - J'aurai ta peau (1982) : Joe Butler
  - Le Justicier de minuit (1983) : Dave Dante

- Scott Glenn dans :
  - L'Étoffe des héros (1983) : Alan Shepard
  - La Rivière (1984) : Joe Wade

- Trey Wilson dans :
  - A Soldier's Story (1984) : colonel Niven
  - Arizona Junior (1987) : Nathan Arizona Sr.

- Bruce Myers dans :
  - L'Insoutenable Légèreté de l'être (1988) : le journaliste tchèque
  - La Révolution française (1989) : Georges Couthon

- Lee Majors dans :
  - Fantômes en fête (1988) : lui-même
  - Méchant Menteur (2002) : Vince

- 1930[n 2] : À l'Ouest, rien de nouveau : Albert (William Bakewell)
- 1934[n 3] : Tarzan et sa compagne : Henry Van Ness (Desmond Roberts)
- 1935[n 4] : Les 39 Marches : le shérif Watson (Frank Cellier)
- 1940[n 5] : Le Dictateur : le sergent-chef voulant arrêter le barbier (Georges Lynn)
- 1940[n 6] : L'Oiseau bleu : Papa Tyl (Russell Hicks)
- 1942[n 3] : Les Aventures de Tarzan à New York : Buck Rand (Charles Bickford)
- 1953[n 7] : La Sorcière blanche : Jarrett (Timothy Carey)
- 1954[n 8] : Le Cavalier traqué : Dan Marady (James Millican)
- 1956 : Le Shérif : Marshall Cass Silver (Robert Ryan)
- 1960 : Mince de planète : le beatnik attablé[Qui ?]
- 1960 : Cinq Femmes marquées : Mirko (Romolo Valli)
- 1961 : La Doublure du général : la sentinelle refusant l'entrée au colonel Somerset
- 1962 : La Conquête de l'Ouest : un chirurgien
- 1963[n 5] : Le Corbeau : Grimes (William Baskin)
- 1964 : Le Colosse de Rome : un soldat étrusque (Nando Angelini)
- 1964 : Les Cavaliers rouges : le sergent Flanner (Andrea Scotti) et un citoyen moustachu au Saloon
- 1964[n 9] : Le Masque de la mort rouge : Ludovico (Nigel Green)
- 1964 : Le Triomphe d'Hercule : Gordio (Renato Rossini)
- 1965 : La Plus Grande Histoire jamais contée : Mathieu (Roddy McDowall) et l'homme dans le tombeau (Pat Boone)
- 1965 : Sur la piste de la grande caravane : le sergent Duell (John Anderson)
- 1965 : Trente minutes de sursis : l'agent Steve Peters (Robert F. Hoy)
- 1965 : Furie sur le Nouveau-Mexique : Stone (Jody McCrea)
- 1965 : Les Exploits d'Ali Baba : Khan (Gavin MacLeod)
- 1965 : Les Sables du Kalahari : le deuxième des trois gardes[Qui ?]
- 1965 : Comment tuer votre femme : l'huissier au procès[Qui ?]
- 1965 : Fureur sur le Bosphore : Goldwyn (Franco Ressel)
- 1966 : Navajo Joe : Jefferson Clay (Mario Lanfranchi)
- 1966 : Nevada Smith : un garde du pénitencier[Qui ?]
- 1966 : El Dorado : Pedro (John Gabriel)
- 1966 : Le Forum en folie : Crassus (Jon Pertwee)
- 1966 : Les Anges sauvages : Dear John (Buck Taylor)
- 1966 : Les Colts de la violence : Sartana Liston (Gianni Garko)
- 1966 : La Femme reptile : Charles Edward Spalding (David Baron)
- 1966 : Jerry Land, chasseur d'espions : l'inspecteur de Police sauvant la vie de Jerry Land au Liban[Qui ?]
- 1966 : Le Carnaval des barbouzes : Ray Runner (Allen Pinson)
- 1967 : Luke la main froide : Loudmouth Steve (Robert Drivas)
- 1967 : Frankenstein créa la femme : Hans (Robert Morris)
- 1967 : L'Affaire Al Capone : Jack McGurn (Clint Ritchie)
- 1967 : Le Shérif aux poings nus : Loop (Johnny Seven)
- 1967 : F comme Flint : l'officier informant le président Trent de la défaillance technique dans la capsule
- 1967 : Le Dernier Jour de la colère : le représentant d'une société de construction sollicité par Frank Talby
- 1967 : Le Crédo de la violence : Coubas (Robert Tessier)
- 1967 : Custer, l'homme de l'Ouest : un prospecteur retenu au fort[Qui ?]
- 1968 : La Planète des singes : Julius (Buck Kartalian)
- 1968 : Bullitt de Peter Yates : Eddy (Justin Tarr)
- 1968 : L'Homme sauvage : Nick Tana (Robert Forster)
- 1968 : L'Enfer de la guerre : Riccio (Pier Luigi Anchisi)
- 1968 : La Charge de la brigade légère : Major-Général Colin Campbell (Michael Miller)
- 1968 : Tuez-les tous... et revenez seul ! : le Kid (Alberto Dell'Acqua)
- 1968 : La Brigade du diable : une recrue américaine aux côtés d'Al Manella dit « le Rital »[Qui ?]
- 1968 : Le Détective : Felix Tesla (Tony Musante)
- 1968 : La Femme en ciment : Paul Mungar (Steve Peck)
- 1968 : Un Colt nommé Gannon : Goff (Robert Sorrels)
- 1968 : Les Hommes de Las Vegas : Clark (Maurizio Arena)
- 1968 : Bandolero ! : Babe Jenkins (Clint Ritchie)
- 1968 : Rome comme Chicago : Angeletti (Luigi Castellato)
- 1968 : Maldonne pour un espion : Paul Gatiss (Tom Courtenay)
- 1969 : La Horde sauvage : sergent McHale (Stephane Ferry)
- 1969 : L'Étrangleur de Boston : Alberto De Salvo (Tony Curtis)
- 1969 : La Haine des desperados : Adam Galt (Christian Roberts)
- 1969 : Un château en enfer : caporal Clearboy (Scott Wilson)
- 1969 : La Mutinerie : le gardien Galloway[Qui ?]
- 1969 : Un homme fait la loi : Simms (Phil Vandervort)
- 1969 : Che ! : Antonio (Sid Haig)
- 1969 : L'Homme tatoué : Pickard (Don Dubbins)
- 1969 : À l'aube du cinquième jour : lieutenant Vaschel (Ivan Angeli)
- 1969 : Un amour de coccinelle : le démarreur de la course de l'El Dorado (Bing Russell)
- 1970 : M*A*S*H : capitaine Walter Kosciusko « Painless Pole » Waldowski (John Schuck)
- 1970 : Patton : général de brigade Hobart Carver (Michael Strong)
- 1970 : Trop tard pour les héros : lieutenant Sam Lawson (Cliff Robertson)
- 1970 : Traître sur commande : Frank McAndrew (Anthony Costello)
- 1970 : Catch 22 : lieutenant Dobbs (Martin Sheen)
- 1970 : Barquero : le conducteur (Brad Weston)
- 1970 : La Dernière Grenade : Kip Thompson (Alex Cord)
- 1970 : Blindman, le justicier aveugle : Candy (Ringo Starr)
- 1970 : Rio Lobo : sergent Tuscarora Phillips (Christopher Mitchum)
- 1970 : On l'appelle Trinita : Johnathan (Steffen Zacharias)
- 1970 : Tora ! Tora ! Tora ! : [Qui ?]
- 1970 : Monte Walsh : Powder Kent (Billy Green Bush (en))
- 1970 : L'Insurgé : Franklyn Brady (Larry Pennell)
- 1970 : De la part des copains : Fausto Gelardi (Luigi Pistilli)
- 1970 : La Vallée des plaisirs : un homosexuel à la soirée[Qui ?]
- 1971 : French Connection : Sal Boca (Tony Lo Bianco)
- 1971 : Orange mécanique : le sergent (John J. Carney)
- 1971 : Point limite zéro : Kowalski (Barry Newman)
- 1971 : Méfie-toi Ben, Charlie veut ta peau : Charlie Logan (George Eastman)
- 1971 : Soleil rouge : le shérif Stone (Georges Lycan) et Chato (Luc Merenda)
- 1971 : On continue à l'appeler Trinita : le père de Trinita et Bambino (Harry Carey Jr.)
- 1971 : Les Évadés de la planète des singes : un membre de la commission / un policier-motard
- 1971 : John McCabe : Sheehan (René Auberjonois)
- 1971 : La Loi du milieu : Cyril Kinnear (John Osborne)
- 1971 : La Guerre de Murphy : Murphy (Peter O'Toole)
- 1971 : Les Chiens de paille : Charlie Venner (Del Henney)
- 1971 : Confession d'un commissaire de police au procureur de la république : le notable magouilleur
- 1971 : Un homme à respecter : Eric (Bruno Corazzari)
- 1971 : L'Assassinat de Trotsky : Jim (Michael Forest)
- 1971 : Femmes de médecins : un chirurgien masqué au cours d'une opération[Qui ?]
- 1971 : Police Magnum : voix secondaires
- 1972 : La Conquête de la planète des singes : inspecteur Hoskins (H. M. Wynant)
- 1972 : L'Aventure du Poséidon : Joe, le chef-mécanicien (John Crawford)
- 1972 : La Fureur de vaincre : Petrov (Robert Baker) (1er doublage)
- 1972 : Les Flics ne dorment pas la nuit : Gus (Scott Wilson)
- 1972 : Junior Bonner, le dernier bagarreur : Curly (Joe Don Baker)
- 1972 : Méfie-toi Ben, Charlie veut ta peau : Charlie (George Eastman)
- 1972 : L'Apache : Billy Williams (Cliff Potts)
- 1972 : Les Griffes du lion : David Lloyd George (Anthony Hopkins)
- 1972 : Buck et son complice : Deshay (Cameron Mitchell)
- 1972 : La Poussière, la Sueur et la Poudre : Pete (Matt Clark)
- 1972 : Far West Story : un voyageur attaqué en diligence[Qui ?]
- 1973 : L'Homme des hautes plaines : Dan Carlin (Dan Vadis)
- 1973 : Le Cercle noir : Lawrence (Stuart Margolin)
- 1973 : La Bataille de la planète des singes : un officier mutant
- 1973 : Les Grands Fusils : Gesmundo (Ettore Manni)
- 1973 : Le Fauve : lieutenant Promuto (Joe Santos)
- 1973 : Complot à Dallas : Smythe (Walter Brooke)
- 1973 : Les Colts au soleil : Rames (Stephen Boyd)
- 1973 : Odyssée sous la mer : le capitaine de l'Onondaga (Frank Perry)
- 1973 : Police Puissance 7 : Buddy Manucci (Roy Scheider)
- 1973 : Les Anges mangent aussi des fayots : l'agent John O'Donnell (Ricardo Palmerola)
- 1974 : Le Crime de l'Orient-Express : Cyrus Hardman (Colin Blakely)
- 1974 : 747 en péril : Bill, un des passagers saouls (Norman Fell)
- 1974 : Refroidi à 99% : Marvin Zuckerman (Chuck Connors)
- 1974 : La Tour infernale : un employé de Roberts[Qui ?] (1er doublage)
- 1974 : Larry le dingue, Mary la garce : le pilote de l'hélicoptère (James W. Gavin)
- 1974 : Contre une poignée de diamants : le médecin de l'hôpital[Qui ?]
- 1975 : Tueur d'élite : George Hansen (Robert Duvall)
- 1975 : French Connection 2 : le chef algérien (Malek Kateb)
- 1975 : Capone : Al Capone (Ben Gazzara)
- 1975 : Les Requins : Ben Flynn (Yaphet Kotto)
- 1975 : La Trahison : Brewer (Dennis Blanch)
- 1975 : Lepke, le caïd : l'inspecteur Burt (Jim Hayes)
- 1976 : Ambulances tous risques : Murdoch (Larry Hagman)
- 1976 : La Duchesse et le Truand : Charlie Malloy (George Segal)
- 1976 : La Bataille de Midway : Commandant Minoru Genda (Robert Ito)
- 1976 : Portrait de groupe avec dame : Fremp (Wolfgang Condrus)
- 1976 : En route pour la gloire : Blanchette, l'infirme (James Jeter)
- 1976 : Intervention Delta : Ben Miller (John Beck)
- 1976 : Centre terre, septième continent : David Innes (Doug McClure)
- 1976 : Un tueur dans la foule : M. Green (Allan Miller (en))
- 1977 : Audrey Rose : Elliott Hoover (Anthony Hopkins)
- 1977 : La Guerre des étoiles : Red leader[n 10] (Drewe Henley)
- 1977 : Le Dernier Nabab : le marin à l'otarie (Seymour Cassel)
- 1977 : Julia : Johann (Maximilian Schell)
- 1977 : L'Arc sacré : John Llewelyn Moxey (Emilio Delgado)
- 1977 : Le Convoi de la peur : Carlo Ricci (Cosmo Allegretti)
- 1977 : MacArthur, le général rebelle : général Richard K. Sutherland (Ivan Bonar)
- 1977 : Mon "Beau" légionnaire : Durand, l'aveugle (Ted Cassidy)
- 1977 : L'Ultimatum des trois mercenaires : Zachariah Guthrie (Melvyn Douglas)
- 1977 : Les Naufragés du 747 : Hunter, l'agent de sécurité (Tom Rosqui (en))
- 1977 : Échec au gang : le commissaire Sarti (Pino Colizzi)
- 1977 : Le Parfait Tueur : Harry Chapman (Lee Van Cleef)
- 1978 : Magic : Duke (Ed Lauter)
- 1978 : Mon nom est Bulldozer : sergent Kempfer (Raimund Harmstorf)
- 1978 : Le Récidiviste : Mickey (Edward Bunker)
- 1978 : Faut trouver le joint : Stedenko (Stacy Keach)
- 1978 : Un mariage : Jim Habor (Robert Fortier)
- 1979 : L'Évadé d'Alcatraz : Clarence Anglin (Jack Thibeau)
- 1979 : C'était demain : le prêtre (Stu Klitsner) / le chauffeur de taxi (Gene Hartline)
- 1979 : Qui a tué le président ? : Ray Doty (Michael Thoma)
- 1979 : Avalanche Express : général Marenkov (Robert Shaw)
- 1979 : Hair : le père de George (George Manos)
- 1979 : Agatha : Luland (Christopher Fairbank)
- 1979 : La luna : Giuseppe (Tomás Milián)
- 1980 : L'Empire contre-attaque : Wedge Antilles (Rogue Trois) (Denis Lawson)
- 1980 : Y a-t-il un pilote dans l'avion ? : le chef de gare[Qui ?] dans la scène parodiant Depuis ton départ
- 1980 : Kagemusha, l'Ombre du guerrier : Kagemusha (Tatsuya Nakadai)
- 1980 : Des gens comme les autres : Ray (James B. Sikking)
- 1980 : Le Chasseur : Rocco Mason (Tracey Walter)
- 1980 : La Chasse : le chef de la police (Allan Miller (en))
- 1980 : Les Chiens de guerre : Derek (Paul Freeman)
- 1980 : Ça va cogner : l'officer Cox (Richard Christie)
- 1980 : Mr. Patman : Mr. Albernathy (Les Carlson)
- 1980 : La Formule : le commissaire John Nolan (Alan North)
- 1980 : Faut s'faire la malle : Poignard (Charles Weldon)
- 1980 : Héros ou Salopards : le capitaine Simon Hunt (Terence Donovan)
- 1981 : Les Aventuriers de l'arche perdue : Jock (Fred Sorenson)
- 1981 : Sans retour : Casper (Les Lannom)
- 1981 : Bandits, bandits : Querelle (Jack Purvis)
- 1981 : Excalibur : le roi Uther Pendragon (Gabriel Byrne)
- 1981 : Gallipoli : le colonel Robinson (John Morris)
- 1981 : La Folle Histoire du monde : le marchand d'esclaves (Charles Thomas Murphy)
- 1981 : La Ferme de la terreur : William Giuntz (Michael Berryman)
- 1981 : Réincarnations : shérif Dan Gillis (James Farentino)
- 1981 : La Fièvre au corps : Juge Costanza (Larry Marko)
- 1981 : La Vallée de la mort : Hal (Stephen McHattie)
- 1982 : Blade Runner : Leon Kowalsky (Brion James)
- 1982 : 48 heures : Billy Bear (Sonny Landham)
- 1982 : Star Trek 2 : La Colère de Khan : capitaine Clarke Terrell (Paul Winfield)
- 1982 : La Valse des pantins : l'inspecteur Gerrity (Thomas M.Tolan)
- 1982 : Porky's : Cavanaugh (Wayne Maunder)
- 1982 : L'Épée sauvage : Darius (Joe Regalbuto)
- 1982 : Les cadavres ne portent pas de costard : Humphrey Bogart (images d'archives)
- 1982 : Les Croque-morts en folie : le coiffeur[Qui ?]
- 1982 : Dressé pour tuer : le metteur en scène (Marshall Thompson)
- 1982 : Terreur à l'hôpital central : Cole Hawker (Michael Ironside)
- 1982 : Meurtres en direct : Helmu Unger (Hardy Krüger)
- 1982 : L'Homme de la rivière d'argent : Clancy (Jack Thompson)
- 1983 : Flashdance : Pete (Don Brockett)
- 1983 : Christine : M. Casey (David Spielberg)
- 1983 : La Foire des ténèbres : M. Cooger (Bruce M. Fischer)
- 1983 : La Nuit des juges : le substitut du procureur Martin Hyatt (Dana Gladstone)
- 1983 : Tonnerre de feu : l'homme agressant Lymangood[Qui ?]
- 1983 : Krull : Torquil (Alun Armstrong)
- 1983 : Metalstorm : La Tempête d'acier : Baal (R. David Smith)
- 1984 : Il était une fois en Amérique : Frankie Minolti (Joe Pesci) (1er doublage)
- 1984 : Greystoke, la légende de Tarzan : capitaine Philippe D'Arnot (Ian Holm)
- 1984 : L'Histoire sans fin : voix de Gmork (Alan Oppenheimer)
- 1984 : Body Double : inspecteur Jim McLean (Guy Boyd)
- 1984 : The Hit : Braddock (John Hurt)
- 1984 : Gremlins : Randall Peltzer (Hoyt Axton)
- 1984 : SOS Fantômes : le maire de New York (David Margulies)
- 1984 : Tank : le shérif Cyrus Buelton (G.D. Spradlin)
- 1984 : Le Kid de la plage : Arthur Willis (Hector Elizondo)
- 1984 : L'Enfer de la violence : Cannell (Roger Cudney)
- 1984 : Splash : M. Buyrite (Shecky Greene)
- 1985 : Mad Max : Au-delà du dôme du tonnerre : Maître (Angelo Rossitto)
- 1985 : Runaway Train : Manny (Jon Voight)
- 1985 : Retour vers le futur : Lou Caruthers (Norman Alden)
- 1985 : Dangereusement vôtre : Bob Conley (Manning Redwood)
- 1985 : Witness : le shérif (Ed Crowley)
- 1985 : Rambo 2 : La Mission : Murdock (Charles Napier)
- 1985 : La Couleur pourpre : le prêcheur (John Patton Jr.)
- 1985 : Transylvania 6-5000 : inspecteur Pecek (Bozidar Smiljanic)
- 1985 : Ouragan sur l'eau plate : Hollister (Bill Bailey)
- 1986 : La Mouche : le second homme du bar (Michael Copeman)
- 1986 : Labyrinthe : le vieux gobelin errant et une poignée de porte (1er doublage)
- 1986 : Club Paradis : Nigel (Peter Bromilow)
- 1987 : Les Incorruptibles : le conseiller municipal John Ossin (Del Close)
- 1987 : Angel Heart : Izzy (George Buck)
- 1987 : L'Arme fatale : Michael Hunsaker (Tom Atkins)
- 1987 : Princess Bride : le grand-père / le narrateur (Peter Falk)
- 1987 : Pelle le conquérant : Ole Køller (Buster Larsen)
- 1987 : La Folle Histoire de l'espace : Monseigneur (Ronny Graham)
- 1988 : Blue-Jean Cop : Richie Marks (Sam Elliott)
- 1988 : Willow : Général Kael (Pat Roach)
- 1988 : Midnight Run : Jimmy Serrano (Dennis Farina)
- 1988 : Bird : Benny Tate (Jason Bernard)
- 1988 : La Dernière Cible : Hicks, le boucher (Diego Chaers)
- 1988 : The Great Outdoors : Chet (John Candy)
- 1988 : Masquerade : Tommy McGill (Barton Heyman)
- 1989 : Vengeance aveugle : Slag (Randall Cobb)
- 1989 :  Dead Bang : Kressler (William Forsythe)
- 1989 : Young Guns : Lawrence J. Murphy (Jack Palance)
- 1989 : Miss Daisy et son chauffeur : l'acteur à la télévision
- 1989 : Uncle Buck : Pal (Dennis Cockrum)
- 1990 : Sailor et Lula : Marcello Santos (J. E. Freeman)
- 1990 : Dick Tracy : Le Pruneau (R. G. Armstrong)
- 1990 : Le Flic de Miami : sergent Hoke Morelay (Fred Ward)
- 1990 : La Fiancée de Re-Animator : Dr Carl Hill (David Gale)
- 1990 : Papa est un fantôme : Curtis Burch, le chauffeur de Taxi (Raynor Scheine)
- 1991 : L'Arme parfaite : Maître Lo (Seth Sakai)
- 1992 : Face à face : capitaine Frank Sedman (Tom Skerritt)
- 1994 : Absolom 2022 : le père (Lance Henriksen)
- 1996 : Mad Dogs : Joe Carlisle dit le Pionceur (Henry Silva)
- 1998 : Le Masque de Zorro : Three-Fingered Jack (L.Q. Jones)
- 1998 : The X Files, le film : Alvin Kurtzweil (Martin Landau)
- 1999 : Un vent de folie : Richard Holmes (Michael Fairman)
- 2001 : En territoire ennemi : amiral Leslie McMahon Reigart (Gene Hackman)
- 2002 : Star Wars, épisode II : L'Attaque des clones : Dexter Jettser (Ron Falk)
- 2002 : Chiens des neiges : George (M. Emmet Walsh)

#### Films d'animation
- 1965 : Sur la piste de l'Ouest sauvage : Salsifis
- 1975 : La Honte de la jungle : Brutish
- 1978 : La Folle Escapade : le capitaine Campion (1er doublage)
- 1978 : Le Petit Âne de Bethléem : le père
- 1982 : La Dernière Licorne de Jules Bass et Arthur Rankin Jr. : Rukh
- 1983 : Tygra, la glace et le feu : Roi Jarol
- 1998 : Fourmiz : la fourmi saoûle au bar
- 1998 : Le Petit Dinosaure : La Légende du mont Saurus : Doc

### Télévision

#### Téléfilms
- Brian Dennehy dans :
  - Day One (1989) : le général Leslie Groves
  - Le Cas Morrison (1990) : Ed Reivers
  - Le Meurtrier de l'Illinois (1992) : John Wayne Gacy
  - Droit à l'absence (1994) : Sam
  - Jack Reed (1996) : Jack Reed
  - La Trahison d'un père (1997) : Eddie Brannigan
  - La Vie secrète d'une milliardaire (1999) : Louis Bromfield
  - Point limite (2000) : le général Bogan

- 1966[n 11] : Un nommé Kiowa Jones : Roy (Lonny Chapman)
- 1975 : The Kansas City Massacre : Charles Arthur « Pretty Boy » Floyd (Bo Hopkins)
- 1976 : Victoire à Entebbé : Nathan Haroun (Allan Miller)
- 1986 : Noël dans la montagne magique : Mountain Dan (Lee Majors)
- 1996 : Les oiseaux se cachent pour mourir : Les Années oubliées : le cardinal Vittorio Contini-Verchese (Maximilian Schell)
- 2000 : Reflet mortel : Détective Frank Russo (James Farentino)
- 2001 : Les Grandes Retrouvailles : Nick Decker (David Carradine)

#### Séries télévisées
- David Carradine dans :
  - Kung Fu (1972-1975) : Kwai Chang Caine (63 épisodes)
  - Mister Horn (1979) : Tom Horn (mini-série en 2 épisodes)
  - Nord et Sud (1985-1986) : Justin LaMotte (mini-série en 12 épisodes)
  - Kung Fu, la légende continue (1993-1997) : Kwai Chang Caine (88 épisodes)
  - Docteur Quinn, femme médecin (1997) : Houston Currier (saison 5, épisode 20)
  - Charmed (1999) : Tempus (saison 1, épisode 22)
  - Aux portes du cauchemar (2001) : M. Farber (saison 1, épisode 4)
  - Largo Winch (2001-2002) : Nério Winch (2 épisodes)

- Lee Majors dans :
  - L'Homme qui tombe à pic : Colt Seavers
  - Raven : Herman « Ski » Jablonski
  - Walker, Texas Ranger : le shérif Bell  (saison 7, épisode 11)

- Leonard Nimoy dans :
  - Mission impossible : Pâris (1re voix)
  - Hooker : Paul McGuire (saison 2, épisode 16)

- Harve Presnell dans :
  - Le Caméléon : M. Parker
  - Dawson : M. Brooks

- Le Virginien : Trampas (Doug McClure) (2e voix)
- Laredo : Reese Bennett (Neville Brand[n 12])
- La Planète des singes : général Urko (Mark Lenard[n 13])
- Le Riche et le Pauvre : Anthony Falconetti (William Smith)
- Shogun : le capitaine Ferriera (Vladek Sheybal)
- V : Ham Tyler (Michael Ironside) (2e voix)
- Shérif, fais-moi peur : Cooter Davenport (Ben Jones)
- Zorro et fils : Don Diego de Vega / Zorro (Henry Darrow)
- Racines, les Nouvelles générations : Alex Haley (James Earl Jones)
- Les Oiseaux se cachent pour mourir : Luddie Mueller (Earl Holliman)
- L'Homme au katana : John Peter McAllister (Lee Van Cleef)
- Lonesome Dove : capitaine Augustus « Gus » McCrae (Robert Duvall)
- Les Aventuriers du monde perdu : professeur George Challenger (Bob Hoskins)
- Nuremberg : Samuel Rosenman (Max von Sydow)
- Manimal : Un homme du convoi militaire (Michael Gregory) (pilote)
- Starsky et Hutch :
  - R.J. Crow (James Brown) (saison 2, épisode 14)
  - Vic Humphries (John Quade) (saison 2, épisode 18)
  - Champion (Scatman Crothers) (saison 2, épisode 23)
  - Max Frost (Paul Lukather) (saison 3, épisode 3)
  - Tony (Patrick Wright) (saison 3, épisode 8)

#### Séries d'animation
- Goldorak : le commandant Hydargos
- Superman, l'Ange de Métropolis : Darkseid
- Les Animaux du Bois de Quat'sous : Blaireau
- Gargoyles, les anges de la nuit : Hudson (2e voix[n 14])
- Bibifoc : Le narrateur[4]

### Jeux vidéo
- The Nomad Soul : Dakobah

### Direction artistique
- 1986 : La Mouche
- 1992 : Un flingue pour Betty Lou